# AlexNet

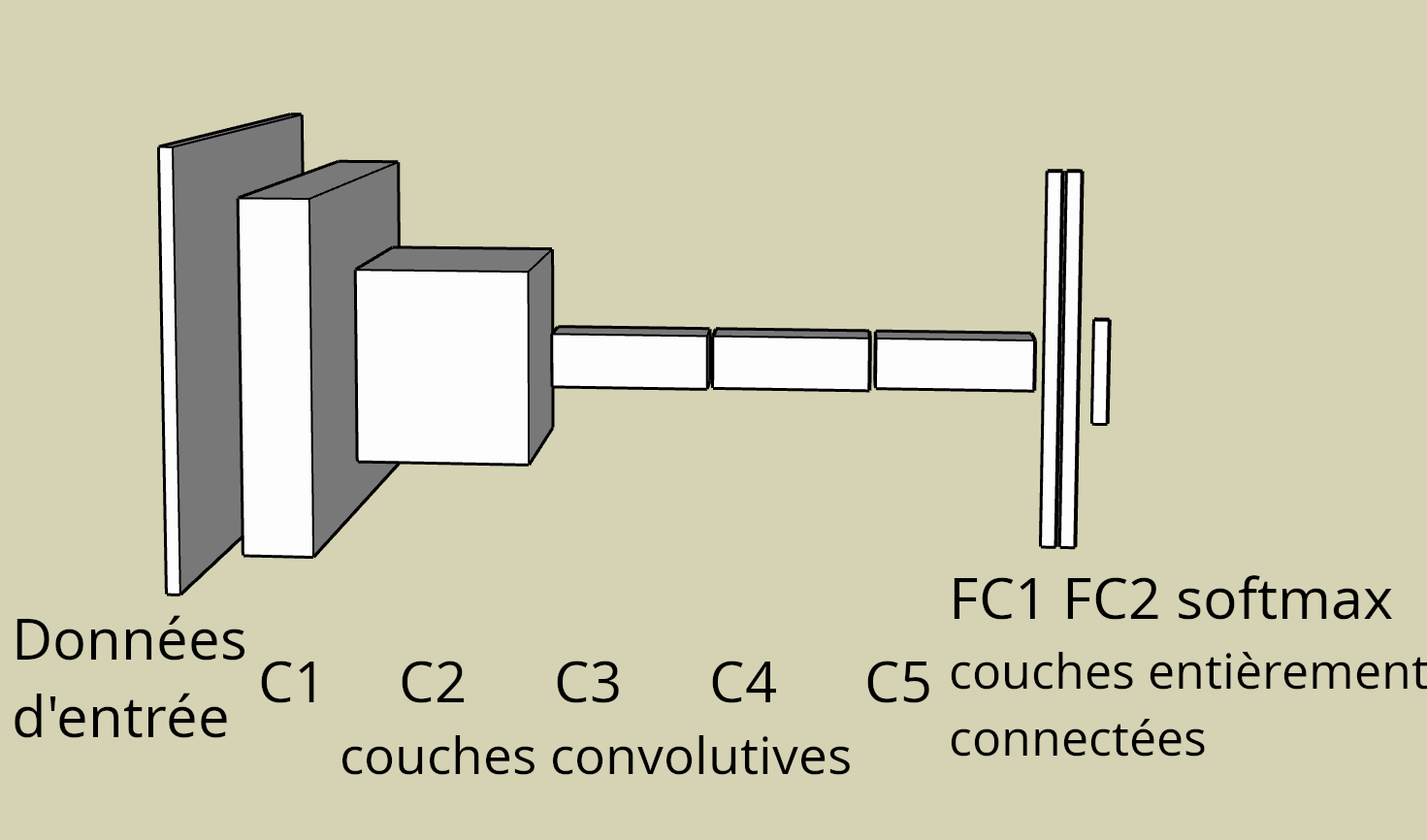
AlexNet : Une architecture de réseau neuronal convolutif avec 5 étapes convolutives et 3 couches entièrement connectées pour la classification d'images

AlexNet est le nom d'une architecture de réseau neuronal convolutif. Elle a été conçue par Alex Krizhevsky, Ilya Sutskever et leur directeur de thèse Geoffrey Hinton,.
AlexNet a participé le 30 septembre 2012 au concours ImageNet de reconnaissance d'images. Le réseau (nommé initialement « SuperVision ») a fait 10,8% d'erreurs de moins que le deuxième.
L'article original souligne que la profondeur du modèle est essentielle pour obtenir de hautes performances, mais nécessite beaucoup de capacités de calcul. AlexNet s'est démarqué en utilisant des processeurs graphiques pour paralléliser les calculs, permettant ainsi d'entraîner un réseau particulièrement profond.

## Contexte historique
AlexNet n'était pas la première implémentation d'un réseau neuronal convolutif utilisant des processeurs graphiques pour en augmenter les performances. Un tel réseau avait déjà été implémenté en 2006 par K. Chellapilla et ses collègues, et était 4 fois plus rapide qu'une implémentation équivalente sur CPU. Un réseau neuronal convolutif profond implémenté en 2011 par Dan Cireșan et ses collègues était déjà 60 fois plus rapide, et surpassait ses prédécesseurs en août 2011. Entre le 15 mai 2011 et le 10 septembre 2012, leur CNN a remporté pas moins de quatre concours d'images,. Ils ont également considérablement amélioré les meilleures performances de la littérature pour plusieurs bases de données d'images.
Selon l'article d'AlexNet, le réseau antérieur de Cireșan était « quelque peu similaire ». Les deux ont été initialement écrits avec CUDA pour fonctionner avec les cartes graphiques Nvidia. En fait, les deux ne sont que des variantes des réseaux neuronaux convolutifs introduits en 1989 par Yann Le Cun et ses collègues,, qui ont appliqué l'algorithme de rétropropagation à une variante de l'architecture originale de réseau neuronal convolutif de Kunihiko Fukushima appelée « néocognitron »,. L'architecture a ensuite été modifiée par la méthode de J. Weng appelée max-pooling,.
En 2015, AlexNet a été surpassé par le très profond CNN de Microsoft Research Asia avec plus de 100 couches, qui a remporté le concours ImageNet 2015.

## Conception de réseau
AlexNet contient huit couches : les cinq premières sont des couches convolutives, certaines d'entre elles sont suivies par des couches de max-pooling, et les trois dernières sont des couches entièrement connectées. Le réseau, à l'exception de la dernière couche, est divisé en deux copies, chacune fonctionnant sur un processeur graphique. Le réseau utilise la fonction d'activation ReLU, qui a affiché de meilleures performances que tanh et sigmoïde.

## Influence
AlexNet est considéré comme l'un des articles scientifiques les plus influents publiés en vision par ordinateur, ayant suscité la publication de nombreux autres articles utilisant des réseaux neuronaux convolutifs et des processeurs graphiques pour accélérer l'apprentissage en profondeur. Début 2023, l'article d'AlexNet avait été cité plus de 120 000 fois selon Google Scholar .